# Santa Lucia (Istria)
Santa Lucia (in croato Sveti Lucija) è un centro abitato istriano, frazione del comune di Portole.

## Chiesa di Santa Lucia
Al centro del paese sorge la chiesa dedicata a Santa Lucia, che fu costruita nel 1605 sul sito della precedente chiesa menzionata nel 1500. La chiesa è un edificio ad una navata, con una loggia davanti all'ingresso, e un campanile aperto a due campate sopra la facciata, con campana all'interno. Il suo altare è in marmo, con una pala d'altare in legno intagliato, e la sua pala d'altare raffigura tre sante, Santa Lucia, Sant'Agata e Santa Barbara.

## Società

### Evoluzione demografica
| 1880 | 1890 | 1900 | 1910 | 1948 | 1953 | 1961 | 1971 | 1981 | 1991 | 2001 | 2011 |
| 278  | 285  | 306  | 336  | 267  | 288  | 172  | 94   | 77   | 50   | 41   | 44   |

### Etnie
|          |          |  |       |       |
| -------- | -------- |  | ----- | ----- |
| Istriani | Istriani |  | 62%   | 62%   |
| Italiani | Italiani |  | 18,8% | 18,8% |
| Croati   | Croati   |  | 6%    | 6%    |
| Serbi    | Serbi    |  | 2%    | 2%    |